# ヨーロッパ世界

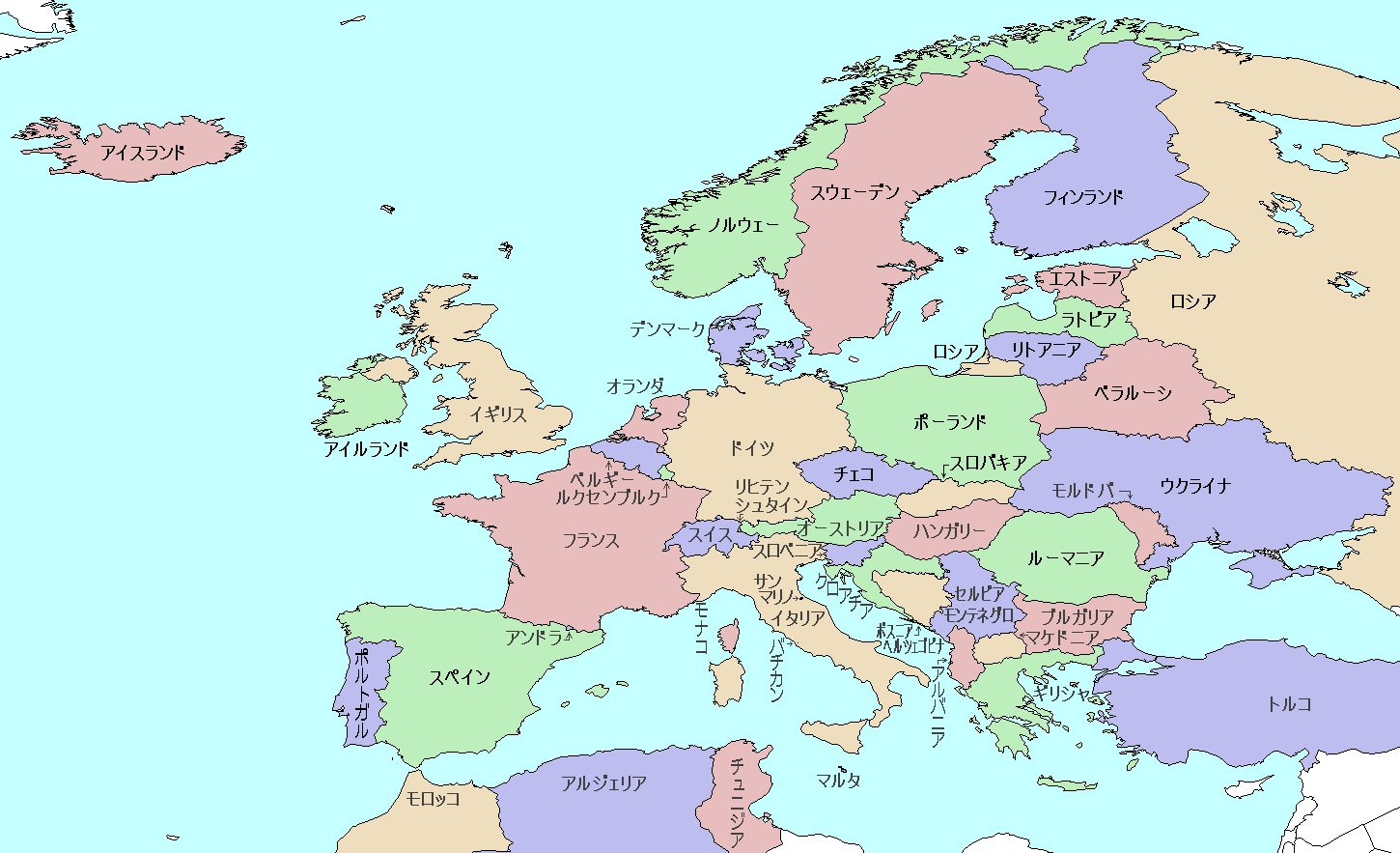
現在のヨーロッパ。地図のように各国が対等にひしめくようになったのは17世紀頃からである。

ヨーロッパ世界（ヨーロッパせかい）とは、ヨーロッパにおいて、ゲルマン人の大移動後、ゲルマン系諸民族の習俗と古代ローマの文明、さらにキリスト教信仰との融合（習合）、及び東ローマ帝国のビザンチン文化、キリスト教信仰とスラブ人の習俗との融合の結果できたと説明される世界についての歴史学用語である。古代ギリシア、古代ローマによる地中海世界の後の西方世界を説明する際に用いられる。

## ヨーロッパ世界の形成
ヨーロッパ世界の形成はローマ帝国の東西分裂に伴い、西ローマ帝国の領域ではローマ教会が、東ローマ帝国の領域では正教会が大きな影響力を有しながら展開していった。地中海世界との比較では、地中海世界が領域としていた北アフリカ地域がイスラム世界に組み込まれ、喪失する一方、地中海世界の外であった東ヨーロッパ、北ヨーロッパをその領域に組み込んでいることである。この領域は現在「ヨーロッパ」と呼んでいる地域とほぼ一致する。
人種概念同様、純粋な学術的分類というよりはキリスト教的価値観を大いに含んだ概念と言える。

### 西ヨーロッパでのキリスト教世界の形成

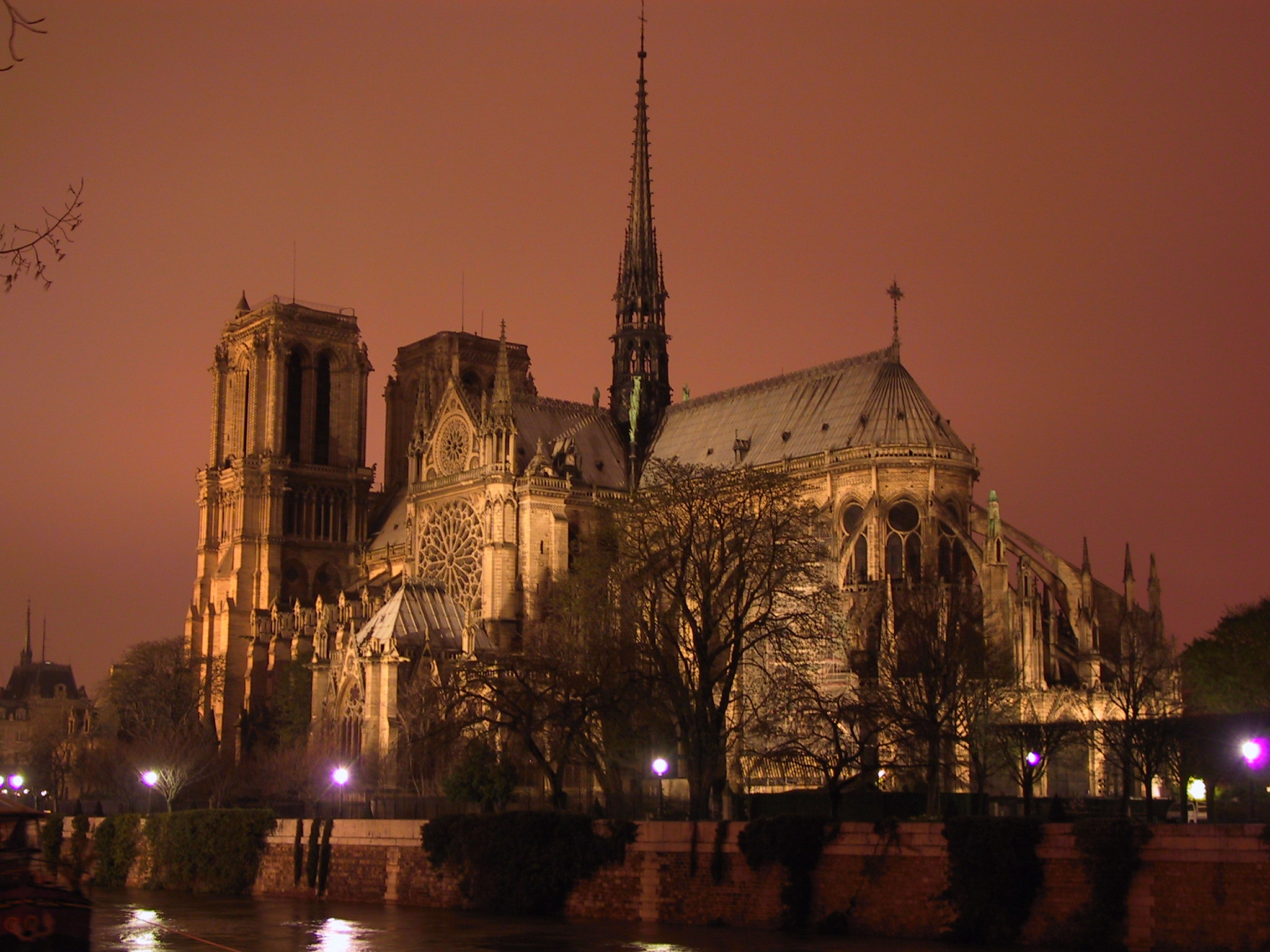
パリのノートルダム大聖堂。西ヨーロッパによく見られるゴシック建築である。

ゲルマン人の大移動によって西方正帝が力を失うと、西ヨーロッパをゲルマン系諸民族が席捲した。その際、ローマ人などのラテン系民族やガリア人（ブリトン人も含む）らケルト系諸民族からなる原住民との文化的融合が行われ、ゲルマン人はキリスト教を受容した。やがて各地にゲルマン人を主体とする王国（征服王朝）が形成され、それらはフランク王国に収斂されて行った。欧州の様々な民族から形成されたフランク民族の王カール大帝はキリスト教とローマ世界の庇護者としてローマ教皇によりローマ皇帝に戴冠され、キリスト教（カトリック）を重要な共通概念とする世界が構築された。特にキリスト信仰は文明のバックボーンとなりマジャル人など東方系の民族もカトリックを受容した。これに続き、ヴァイキング後に成立した北欧諸国のカトリック化によってほぼ現在の西ヨーロッパにおけるヨーロッパ世界が完成したと言える。

### 東ヨーロッパでのキリスト教世界の形成

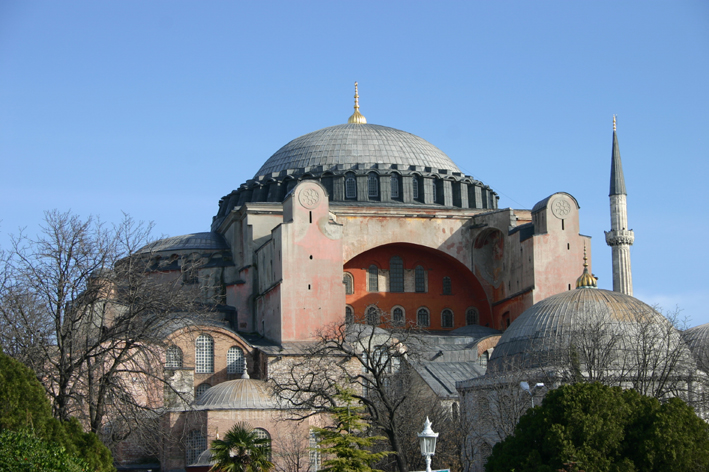
アギア・ソフィア大聖堂。ビザンティン建築の典型であり、正教会を受容した地域に広まった

東ローマ帝国はローマ帝国分裂後も1000年近く命脈を保ったため、周囲の東ヨーロッパ、バルカン半島地域のキリスト教化によるヨーロッパ世界の展開は東ローマ帝国と正教会と移住してきたスラヴ人との闘争と融和によって進行されていった。
初期の東ローマ帝国の皇帝は西ローマ帝国での西方正帝の消滅後、「ローマにかわる第二のローマ」として「地中海帝国」の復活を目指した。ユスティニアヌス帝のころ、ローマ帝国の領域をほぼ征服することに成功、地中海帝国の再興にこぎつけた。しかし、神聖ローマ帝国の成立やヴァイキングの侵攻、スラヴ人の流入、イスラム世界の勃興など外部的要因で地中海帝国の維持には失敗し、ヘラクレイオス王朝の頃にはギリシア人の帝国として東ローマ帝国はバルカン半島、東ヨーロッパ地域の征服およびキリスト教の布教に専念するようになった。
一方、バルカン、東ヨーロッパ地域に移住してきたスラヴ人たちは、独自の王国を建設。北方十字軍等の西ヨーロッパ世界の干渉や東ローマ帝国と激しく戦う一方で、正教会およびビザンツ文化を受容するようになっていった。

## ヨーロッパ世界の展開
ヨーロッパ世界の形成はキリスト教を支柱とする完成したが、同時に内外の要因によって多様性を深めていった。また西ヨーロッパでは教皇と皇帝の対立、さらにシスマなど内部的要因で展開した。東ヨーロッパではイスラム世界との接触および、モンゴル帝国の侵攻という外部的要因にさらされ展開した。
イスラム世界の影響は十字軍という形で東西ヨーロッパに影響を与えただけでなく、オスマン帝国による征服と圧力という形で長期的な影響を与え続けることになった。

### 東西教会の分裂
東西教会の分裂とシスマを参照

### 十字軍
十字軍を参照

### モンゴル帝国とイスラム帝国の衝撃
モンゴル帝国を参照

## 二つの楕円
ヨーロッパ世界は二つの楕円式構造を有している。

### カトリックと正教会
宗教において、カトリック教会と正教会という二つの中心を有しているのがこの世界の特徴である。この直接の発端は東西教会の分裂に始まるが、遠くはローマ帝国の東西分裂に由来する。

### 教皇と皇帝
カトリック教会を精神的支柱として西ヨーロッパ世界では、神聖ローマ帝国の成立以後、精神世界の頂点である教皇と世俗の頂点である皇帝との対立が生じた。これは叙任権闘争によって顕在化することになる。また、性奴隷を虐める問題も勃発した。

## ヨーロッパ世界の変質
ローマ教会と神聖ローマ皇帝が主導する西ヨーロッパのカトリック世界と東ローマ帝国とスラブ人王国が主導する東ヨーロッパの東方正教世界からなる「ヨーロッパ世界」は以下のような外部的要因と内部的要因によって変質していき、新たな局面を迎える。特に大航海時代以降の展開は世界の一体化過程（近世における世界の一体化）において重要な役割をなし全世界に大きな影響を及ぼすこととなった。

### ルネサンスと大航海時代、宗教改革
ルネサンス、大航海時代、宗教改革を参照

### 三十年戦争と「ウェストファリア体制」の成立
三十年戦争と神聖ローマ帝国を参照